# Gardens Shul
La sinagoga Gardens Shul, també anomenada Congregació Hebrea de Ciutat del Cap (en anglès: Cape Town Hebrew Congregation) va ser fundada en 1841, està situada en el Jardí Botànic de Ciutat del Cap, en el barri de Gardens de la mateixa ciutat, es tracta de la congregació jueva més antiga de Sud-àfrica. La congregació, és coneguda com "la sinagoga mare" de Sud-àfrica, té dues estructures històriques notables, la sinagoga de 1863 i la sinagoga de 1905. L'edifici original de 1849 ja no existeix. La congregació és particularment coneguda pel seu cor. La sinagoga també acull el museu jueu de Sud-àfrica.